# Challenger de Génova 2023
El torneo AON Open Challenger 2023 fue un torneo de tenis perteneció al ATP Challenger Tour 2023 en la categoría Challenger 125. Se trató de la 19ª edición; el torneo tuvo lugar en la ciudad de Génova (Italia), desde el 4 de septiembre hasta el 10 de septiembre de 2023 sobre pista de tierra batida al aire libre.

## Jugadores participantes del cuadro de individuales
| Favorito | País                 | Jugador              | Rank1 | Posición en el torneo |
| -------- | -------------------- | -------------------- | ----- | --------------------- |
| 1        | Bandera vacío        | Alexander Shevchenko | 83    | Segunda ronda         |
| 2        | Bandera de Argentina | Federico Coria       | 91    | Cuartos de final      |
| 3        | Bandera de Brasil    | Thiago Seyboth Wild  | 106   | CAMPEÓN               |
| 4        | Bandera de Hungría   | Zsombor Piros        | 112   | Cuartos de final      |
| 5        | Bandera de Brasil    | Thiago Monteiro      | 118   | Semifinales           |
| 6        | Bandera de Francia   | Benoît Paire         | 125   | Primera ronda         |
| 7        | Bandera de Italia    | Fabio Fognini        | 146   | FINAL                 |
| 8        | Bandera de Italia    | Andrea Vavassori     | 163   | Semifinales, retiro   |

- 1 Se ha tomado en cuenta el ranking del 28 de agosto de 2023.

### Otros participantes
Los siguientes jugadores recibieron una invitación (wild card), por lo tanto ingresan directamente al cuadro principal (WC):
- Enrico Dalla Valle
- Giovanni Fonio
- Marcello Serafini

Los siguientes jugadores ingresan al cuadro principal tras disputar el cuadro clasificatorio (Q):
- Hady Habib
- Federico Iannaccone
- Giovanni Oradini
- Andrea Picchione
- Lorenzo Rottoli
- Tseng Chun-hsin

## Campeones

### Individual Masculino
- Thiago Seyboth Wild derrotó en la final a  Fabio Fognini, 6–2, 7–6(3)

### Dobles Masculino
- Giovanni Oradini /  Lorenzo Rottoli derrotaron en la final a  Ivan Sabanov /  Matej Sabanov, 6–4, 6–3